# Павлиний фазан
Павлиний фазан, или глазчатая курица (лат. Polyplectron bicalcaratum) — птица семейства фазановых.

## Описание
Длина крыльев составляет от 17,5 (самок) до 24 см (самец). Половой диморфизм сильно выражен в длине хвоста. У самца она составляет от 35 до 40 см. У самок — от 23 до 25,5 см.
Оперение тела у самца преимущественно от серого до сероватого цвета. У самок, напротив, оперение коричневатое. У птиц обоего пола на спине, а также на крыльях тёмные, переливающиеся цветами радуги пятна-«глазки». У самца на голове хохол, который часто поднят вверх. Хвост самца закруглённый с большими, переливающимися цветами радуги пятнами-«глазками».
Характерный, громкий свист птиц можно описать как «трев-трее» или «таа-пви». Самец кричит, кроме того, грубое «путта».
Существует вероятность перепутать павлиньего фазана с бурым павлиньим фазаном, распространённым во Вьетнаме видом. Однако, его оперение тёмно-серое, а неоперившиеся участки лица красноватого цвета.

## Распространение
Павлиний фазан распространён от востока Индии через Бирму до юго-востока Индонезии. Вид обитает также на китайском острове Хайнань.
Ареал вида ограничен низменностью, а также лесами у подножия гор. Большинство популяции обитает в регионах, расположенных на высоте не выше 610 м над уровнем моря. Однако, имеются сообщения, что птиц наблюдали на высоте до 1800 м над уровнем моря. Плотность популяции составляет от 1,5 до 3,7 особей на 1 км².
Павлиньи фазаны встречаются, в частности, в чащах вблизи русел рек. Однако, птицы предпочитают густой, вечнозелёный лес, где имеется густой подлесок из кустов, травянистых многолетников и бамбука, который позволяет вести скрытный образ жизни.

## Питание
Павлиньи фазаны питаются зерном, ягодами, семенами, диким инжиром и сливами, а также насекомыми, такими как термиты. В поисках корма они передвигаются очень тихо и незаметно по подлеску.
Птицы живут обычно в парах или в лучшем случае небольшими семейными группами.

## Размножение
Во время токования самец демонстрирует перед самкой своё великолепное оперение. Он поднимает перья хвоста и трясёт ими. Крылья широко расправляются, чтобы самка видела переливающиеся цветами радуги пятна-«глазки».
В кладке одно или два яйца. Однако, самка может откладывать яйца многократно последовательно и высиживать. Содержавшиеся в неволе самки несли каждый год от 8 до 14 яиц. Кладку высиживает исключительно самка. В это время самец держится поблизости. Молодые птицы следуют за матерью и ищут защиту под её хвостом.

## Фото

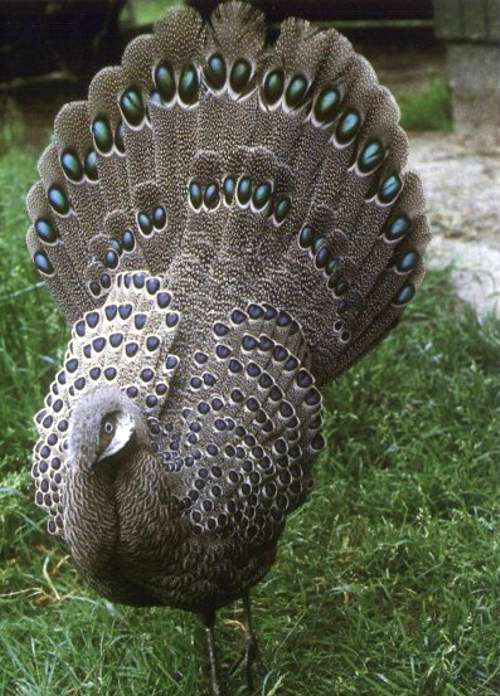
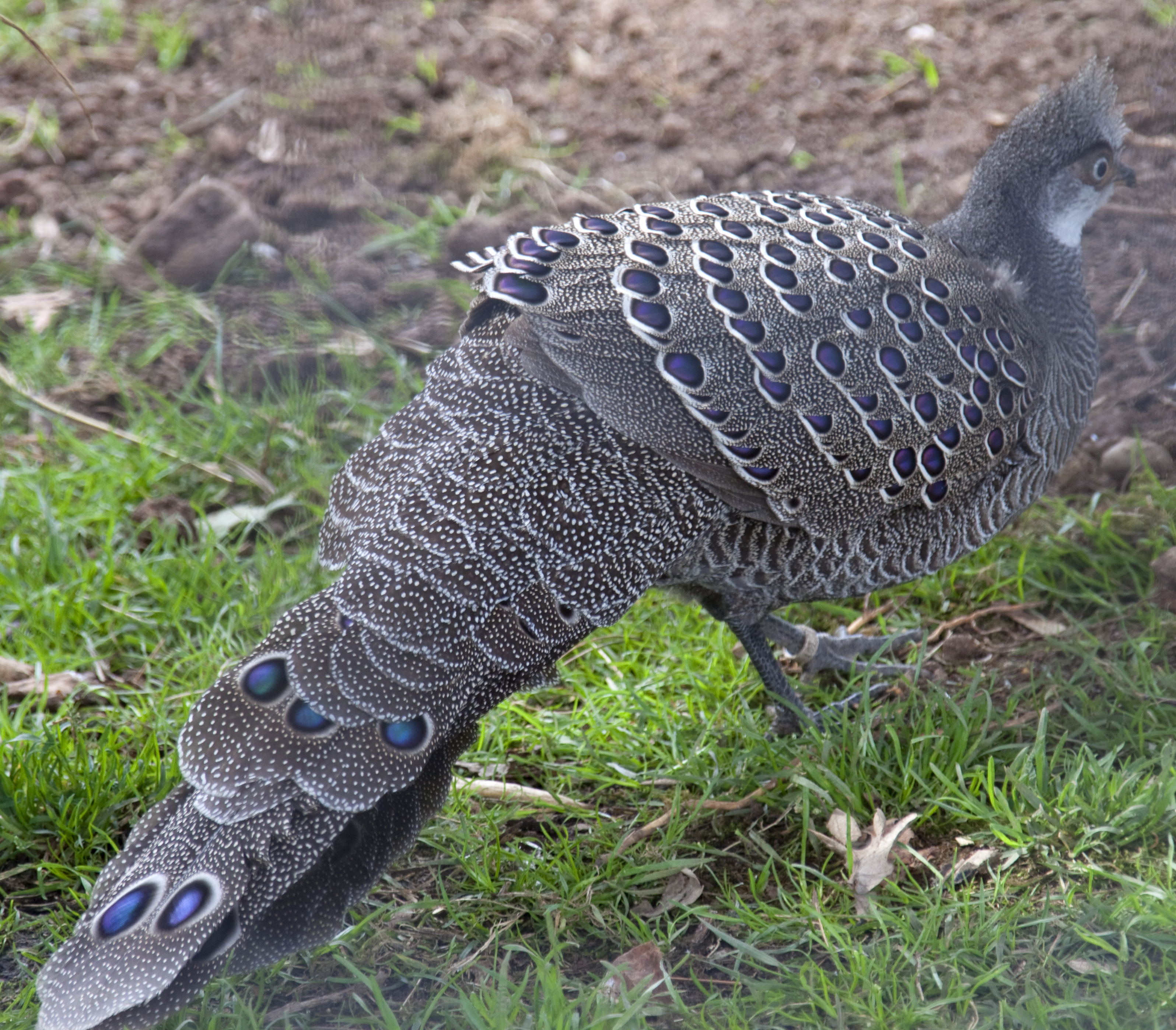
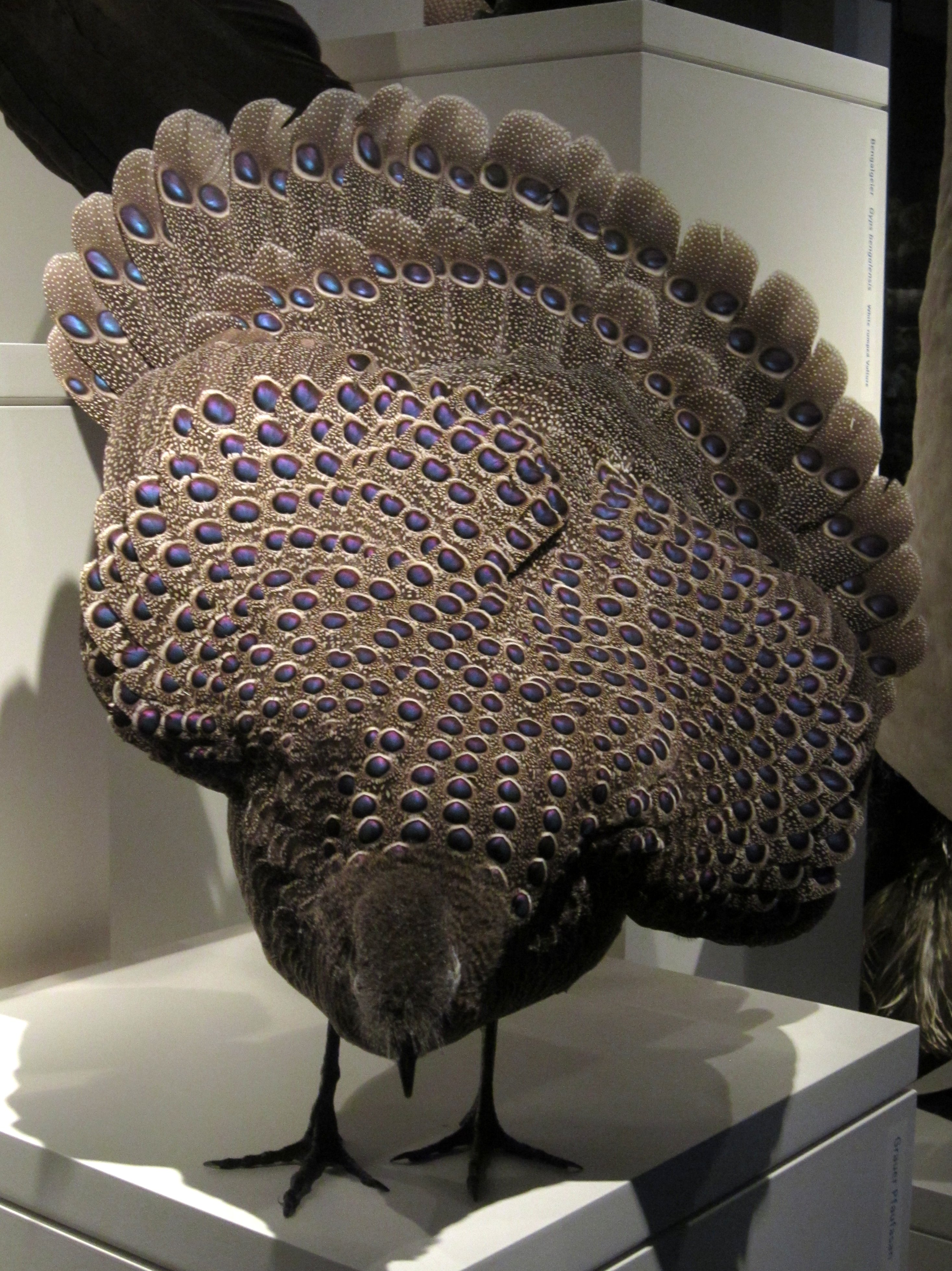